# Priboieni
Priboieni est une commune roumaine située dans le județ d'Argeș.